# Max Gaines
Maxwell Charles Gaines, detto Max (New York, 21 settembre 1894 – Lake Placid, 20 agosto 1947), figura pionieristica nella creazione del fumetto.
Gaines ideò nel 1933 il primo opuscolo in quadricromia, un precursore del formato degli albi a fumetti a colori sarebbe diventato lo standard per l'industria dei fumetti americani. È stato co-editore di All-American Publications, una casa editrice di fumetti seminale che introdusse personaggi come Green Lantern, Wonder Woman e Hawkman. Poi fondò la Educational Comics che il figlio, William Gaines, avrebbe trasformato nella EC Comics. Ha scritto uno dei primi saggi sui fumetti, un opuscolo del 1942 intitolato Narrative Illustration, The Story of the Comics.
Venne citato nel volume Fifty Who Made DC Great, come una delle persone che avevano contribuito a rendere grande la DC Comics.

## Biografia
Gaines, fece l'insegnante e il preside in una scuola elementare, l'operaio in una fabbrica di munizioni e il merciaio. Nel 1933 aveva appena iniziato un nuovo lavoro come addetto alle vendite presso la Eastern Color Printing quando, un giorno, mentre buttava fuori alcuni vecchi supplementi domenicali a fumetti, gli venne in mente che, se confezionati insieme, sarebbero diventati un eccellente mezzo promozionale. Contattò allora Harry L. Wildenberg, direttore delle vendite della Eastern e suo diretto superiore. La proposta di un libro formato tabloid che presentava la ristampa delle tavole a fumetti dei supplementi domenicali da vendere a cinque centesimi o in cambio di un tagliando sembrò una buona idea per l'attività promozionale che stavano studiando per un loro cliente, la Procter & Gamble. Alla Procter & Gamble l'idea non piacque e allora Gaines e Wildenberg decisero di proporla ad altre aziende, titolando il libro promozionale come Funnies on Parade. L'idea piacque e, nel corso del anno successivo, la Eastern ricevette ordinazioni per centinaia di migliaia di copie della rivista che ora veniva distribuita dai principali rivenditori come Wheatena, Canada Dry, Phillips Dental Magnesia, Kinney Shoes e John Wanamaker Department Stores.
L'albo era ottenuto stampando a quattro colori otto pagine su ogni foglio di formato tabloid standard di carta da giornale, misurava circa 7 pollici e 1/4 per 10 pollici e 1/4, con una media di sessantaquattro pagine. Questo formato dipendeva dalle dimensioni della tipica pagina di giornale che, piegata a metà, produceva una dimensione da tabloid, circa dieci per 15 pollici, piegandola ancora una volta, si otteneva il formato della pagina dei fumetti, poco più di sette per dieci pollici. Un fumetto di 64 pagine veniva stampato usando quattro rotoli di carta da giornale e più tardi, un rotolo di cartoncino liscio per la copertina, ogni rotolo formato da quattro unità di stampa separate, una per inchiostro nero, rosso, giallo e blu. Sulle rotative più grandi, come la macchina da stampa Goss City, tutte le pagine potevano essere stampate contemporaneamente e automaticamente unite e piegate in base alle dimensioni della stampa; poi spillato insieme e tagliato.
A seguito del successo dell'iniziativa, Gaines penso che, oltre come mezzo promozionale, avrebbero potuto anche essere venduti direttamente ai bambini e, nel febbraio del 1934, Gaines andò da George T. Delacorte, Jr alla Dell per produrre un libro ora chiamato  Famous Funnies. Delacorte aveva già esperienza nel settore, oltre ad avere un enorme arretrato di materiale tra cui scegliere. Il vero contributo di Gaines suggerì che il libro fosse di dimensioni di mezzo tabloid e Delacorte accettò l'idea e stampò un primo volume della rivista di 64 pagine a fumetti in 35 000 copie che, su idea di Gaines, venne distribuito nelle edicole. 
Nel 1938, Gaines e Jack Liebowitz iniziarono a pubblicare fumetti con materiale originale sotto il nome di "All-American Publications". A quel tempo, Liebowitz era il comproprietario con Harry Donenfeld delle National Allied Publications, la compagnia che sarebbe divenuta la DC Comics, e Donenfeld finanziò la creazione di All-American che pubblicò diverse antologie di fumetti di genere supereroistico/avventuroso come All-American Comics e Flash Comics. Per un certo periodo, la All-American e la National oltre ai personaggi condivisero gli sforzi di marketing e promozionali. Diversi personaggi della National come Starman, Doctor Fate o Spettro, apparvero accanto personaggi della All-American come Green Lantern, Wonder Woman e Hawkman nella serie di successo All Star Comics.
Agli inizi degli anni quaranta nelle serie a fumetti della All-American e non presentarono più personaggi della National. Nel 1944 Donenfeld acquisì l'intera proprietà di Gaines e fuse la National e la All-American in un'unica società.
Con il ricavato della vendita Gaines fondò la Educational Comics che continuò la pubblicazione di una serie della All-American, Picture Stories from the Bible, e ne aggiunse di nuovi come Picture Stories from American History. Presto Gaines ampliò il proprio catalogo con serie umoristiche come Land of the Lost, Animal Fables ed Ed Wheelan's Fat and Slat.
Ad agosto 1947, a Lake Placid (New York), Gaines morì a seguito di un incidente a bordo di un motoscafo e il figlio venticinquenne di Max Gaines, William Gaines, ereditò la CE e ne ampliò il catalogo ideando la nuova linea Entertaining Comics sostituendo i libri per bambini di umorismo infantile con titoli rivolti a un pubblico più maturo di diversi generi, dal romantico al western, dalla fantascienza all'horror e alla satira.

## Premi e riconoscimenti
Venne indicato postumo nel volume Fifty Who Made DC Great - una pubblicazione della DC Comics del 1985 per commemorare il 50º anniversario della casa editrice - come una delle persone che avevano contribuito a rendere grande la DC Comics.